# Tử uyển
Tử uyển (tiếng Trung: 紫菀), tên khoa học Aster tataricus, là một loài thực vật có hoa trong họ Cúc. Loài này được L.f. mô tả khoa học đầu tiên.

## Trong văn hóa
Trong văn hóa Nhật Bản, hoa Tử uyển được gọi là shion (紫苑). Từ này được hiểu theo Ngôn ngữ các loài hoa của Nhật (Hanakotoba) có nghĩa là "Tôi sẽ không quên bạn".